# Dionycha
Dionycha es un género con cinco especies de plantas fanerógamas pertenecientes a la familia Melastomataceae. Es originario de Madagascar. 

## Taxonomía
El género fue descrito por Charles Victor Naudin y publicado en Annales des Sciences Naturelles; Botanique, sér. 3 14 t-7(1): 48, en el año 1850. La especie tipo es Dionycha bojerii Naudin.

## Especies
- Dionycha alba Jum. & H.Perrier	Ann. Sci. Nat., Bot. 14: 269-270	1911
- Dionycha boinensis	H. Perrier	Mém. Acad. Malgache 12: 20-21	1932
- Dionycha bojerii Naudin	Ann. Sci. Nat., Bot., sér. 3. 15(1): 48, t. 7, f. 4	1850
- Dionycha gracilis Cogn.	Monogr. Phan. 7: 338	1891
- Dionycha triangularis	Jum. & H. Perrier	Ann. Sci. Nat., Bot. 14: 270	1911